# 燒山站

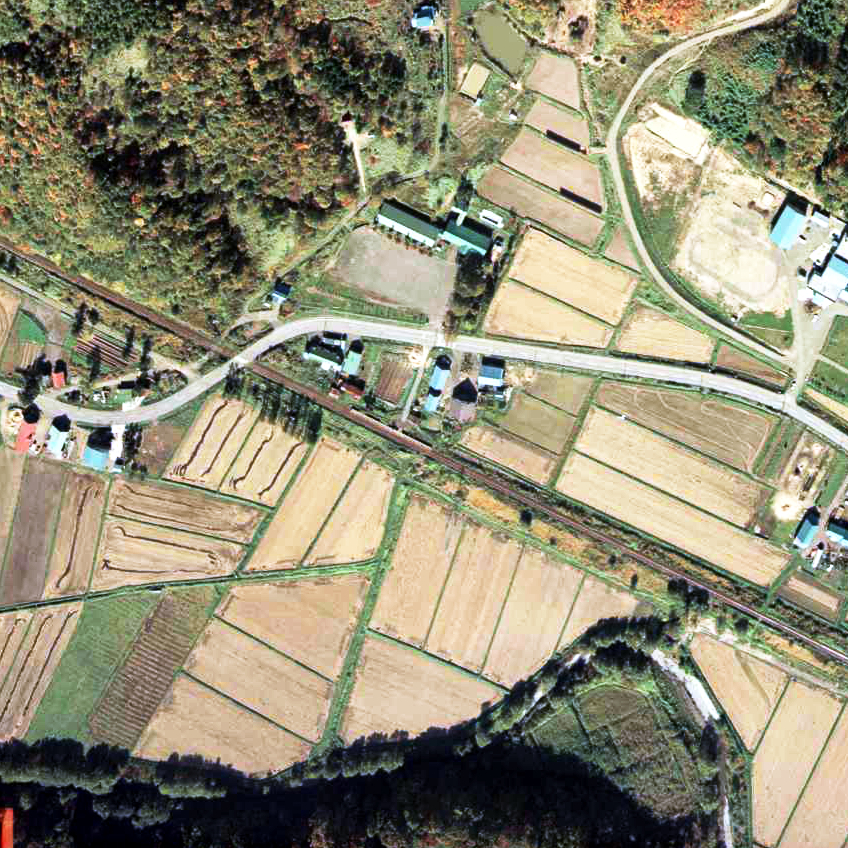
1976年的燒山站與方圓500米範圍。左邊是砂川方向。車站候車室位於車站出入口對出道路的右邊。站前正面為燒山小學。

燒山站（日语：／ Yakeyama eki */?）是位於北海道砂川市燒山，北海道旅客鐵道（JR北海道）的歌志內線車站（廢站）。隨著歌志內線全線廢線，車站在1988年（昭和63年）4月25日廢除。

## 歷史
- 1947年（昭和22年） - 為了維護路軌職員，開設了每日2往返班次的臨時乘降所[1][注 1]。
- 1948年（昭和23年）7月1日 - 大曲路線班（從起點計算3.8公里）部分停靠[2]。
- 1955年（昭和30年）6月1日 - 大曲路線班改名為燒山路線班[2]。繼續有部分班次停車[2]。
- 1961年（昭和36年）12月25日 - 砂川至文殊之間（從起點計算3.9公里），開設了旅客車站[2]。
- 1965年（昭和40年）10月 - 設置候車室[1]。
- 1986年（昭和61年）11月 - 停止發售車票。
- 1987年（昭和62年）4月1日 - 伴隨國鐵分割民營化，車站由北海道旅客鐵道（JR北海道）營運[2]。
- 1988年（昭和63年）4月25日 - 歌志內線全線廢除，此站也廢除[2]。

## 車站構造
截至車站廢除前，此站是地面車站，設有1面1線的單式月台。候車室距離月台較遠。

## 車站周邊
- 北海道道627號文珠砂川線
- 道央自動車道
- 砂川市立燒山小學（已關校）
- 砂川希望學園

## 替代交通
隨著歌志內線廢除，北海道中央巴士開設了燒山線。車站附近也設有「燒山」巴士站。但是在2019年4月1日時間表修正而廢除。行走附近的巴士路線全部已經被取消（而歌志內線其他車站的替代巴士服務，可參見北海道中央巴士的「歌志內線」）。

## 相鄰車站
北海道旅客鐵道
歌志內線
砂川－燒山－文珠

## 注腳